# Cleptelmis addenda
Cleptelmis addenda är en skalbaggsart som först beskrevs av Henry Clinton Fall 1907.  Cleptelmis addenda ingår i släktet Cleptelmis och familjen bäckbaggar. Inga underarter finns listade i Catalogue of Life.